# 秋山義昭
秋山 義昭（あきやま よしあき、1942年6月28日 - 2011年1月10日）は、日本の法学者。専門は行政法。学位は、法学博士（北海道大学・論文博士・1989年）。小樽商科大学名誉教授、同大学元学長。北海道出身。

## 略歴
- 北海道深川西高等学校卒業
- 1965年3月、北海道大学法学部法律学科卒業
- 1967年3月、北海道大学大学院法学研究科修士課程修了
- 1967年4月、北海道大学法学部助手
- 1969年4月、小樽商科大学短期大学部講師
- 1971年10月、小樽商科大学短期大学部助教授
- 1982年4月、小樽商科大学商学部助教授
- 1983年10月、小樽商科大学商学部教授
- 1992年7月、小樽商科大学学生部長
- 1998年、日本公法学会理事（2001年まで）
- 2001年4月、小樽商科大学副学長
- 2002年4月、小樽商科大学学長
- 2004年4月、国立大学法人小樽商科大学学長（2008年3月まで）
- 2008年3月、小樽商科大学停年退官[2]
- 2008年4月、北海学園大学法科大学院教授
- 2008年4月、小樽商科大学名誉教授
- 2011年1月10日、白血病のため札幌市手稲区の病院で死亡。68歳没[1]。

## 研究分野
行政救済法に関する分野を研究。特に国家の過失と責任を対象としている

## 業績
- 中村睦男, 千葉卓, 常本照樹, 齊藤正彰と共著『教材憲法判例』（北海道大学図書刊行会、1978年初版・2008年第4版増補版）
- 遠藤博也, 熊本信夫, 畠山武道と共著『教材行政法判例』（北海道大学図書刊行会、1977年初版・1987年テキスト版）
- 経済法学会編『独占禁止法講座Ⅲ カルテル（上）』（分担執筆、商事法務研究会、1981年）
- 『国家補償法』（ぎょうせい、1985年）
- 『行政救済の判例研究』（信山社出版、2000年）